# Bachledova štrbina
Bachledova štrbina (polsky Klimkowa Przełęcz, německy Bachledascharte, maďarsky Bachledarés) je výrazná deprese v hlavní ose rozsochy mezi Pyšným štítem a Pyšnou vežičkou ve Vysokých Tatrách. Na jižní stranu se z ní spouští dlouhý Bachledův žlab (polsky Klimkowy Żleb).

## Název
Jan Fischer, Michał Siedlecki a Józef Gąsienica Gładczan byli prvními známými horolezci, kteří prošli touto štěrbinou 24. srpna 1893. Vedl je známý král horských vůdců Klemens Bachleda ze Zakopaneho. Poláci nazvali štěrbinu jeho křestním jménem.

## První zimní výstup
První zimní přechod štěrbinou udělali 27. prosince 1924 Poláci Wanda Czarnocka a Adam Karpiński.

## Turistika
Bachledova štěrbina není přístupná pro turisty. Je však vyhledávaná skialpinisty.